# Талига, Китионе
Китионе Талига (англ. Kitione Taliga, род. 21 апреля 1993) — фиджийский регбист, играющий на позиции флай-хава и фулбэка. Олимпийский чемпион (2016).

## Биография
Выступал за сборную Фиджи по регби-7. Дебютировал за сборную в сезоне Мировой серии 2015/2016 на этапе в Дубае. На этапе в США в финале он вышел на замену в игре против Австралии, совершил рывок через всё поле и занёс попытку по центру; также он занёс попытку после контратаки, принеся команде итоговую победу над Австралией со счётом 21:15.
В 2016 году стал олимпийским чемпионом по регби-7. На Олимпиаде набрал 12 очков, занеся две попытки в матче группового этапа против сборной Аргентины, а также пробив одну реализацию в финале против Великобритании.

## Достижения
- Олимпийский чемпион: 2016
- Победитель Мировой серии: 2015/2016
  - Лучший игрок этапа в Канаде (2016)[9][10] и Сингапуре (2016)[11][12]